# Cinchomeronsäure
Cinchomeronsäure ist eine chemische Verbindung aus der Gruppe der Pyridindicarbonsäuren. Sie wurde 1868 von Hugo Weidel erstmals nachgewiesen.

## Vorkommen
Cinchomeronsäure ist ein Zwischenprodukt der Nicotinsäure-Biosynthese bei Bakterien.

## Gewinnung und Darstellung
Cinchomeronsäure wird besonders als Abbauprodukt verschiedener Chinaalkaloide gewonnen. So aus dem Chinin, dem Cinchonidin, Cinchonin und Apochinin mittels Salpetersäure oder durch Oxidation von Cinchonidinsäure, β-Collodin, Lepidin oder Isochinolin.
Cinchomeronsäure kann durch Oxidation von Isochinolin mit Kaliumpermanganat dargestellt werden.

## Eigenschaften
Cinchomeronsäure ist ein weißer bis beiger Feststoff, der wenig löslich in Wasser ist.